# Zděř
Zděř je součástka, která slouží k nerozebíratelnému spojování masivních strojních částí – kol, setrvačníků, řemenic. Zděře se vyrábí  z podobného materiálu jako části, které spojuje.
Druhy zděří:
- Kruhová nebo oválná zděř stranová – tvoří ji mezikruží nebo oválné oko. Ze strany je ve spojovaných dílech vyfrézována nebo odlita drážka ve tvaru zděře. Zděř je do drážky za tepla vsazena, a po vychladnutí stáhne součásti k sobě.
- stranová zděř s hlavou – má tvar činky. Opět se vkládá za tepla do drážky kopírující tvar zděře.
- nábojová zděř – stahuje náboje kol, zhotovené z více částí. Plní podobný účel, jako ocelová obruč na obvodu kola. Má tvar prstence.